# 亜未!ノンストップ
『亜未!ノンストップ 』（あみ ノンストップ）は、北川みゆきの漫画作品。『少女コミック』（小学館）で連載されていた。コミックスは1993年よりフラワーコミックスのレーベルで全12巻発行。のち、フラワーコミックスデラックスのレーベルで2001年に全6巻として再刊される。全2巻でCDブック化されている。
その後、新作読み切りが『Sho-Comi』（少女コミックの現誌名）2018年24号に掲載された。2018年を舞台にした、とある映画のオーディションに受かった女子高生が主人公の作品である。なお、同号には本編の試し読み小冊子も付属している。

## ストーリー
陵 亜未はごく普通のおしゃれな女子高生。ある日亜未はクラスメイトの水神にそっくりな人気アイドルユニット「ダーウィン」の片割れ美堂 望と知り合う。亜未は彼と関わった末アイドルのオーディションを目指し、デビューを勝ち取る。そして「芸能人の恋愛」という、特殊な環境ならではの恋模様が繰り広げられる。

## キャラクター
＊声はCDブック

### 主要人物
陵 亜未（みささぎ あみ）
声：林原めぐみ
主人公。おしゃれ好きの女子高生。16歳。当初は芸能界とは全く無縁の普通の少女だったが、美堂と関わった結果アイドルデビューすることに。
美堂 望/水神 望（みどう のぞむ/みずがみ のぞむ）
声：森川智之
人気アイドルユニット「ダーウィン」の片割れの少年。17歳。前者は芸名で後者は本名。表向きは病欠で1年留年していたが、実はアイドル活動をやっていた。亜未のことはあまり相手していなかったが、話が進むうちに恋仲になる。普段はアイドルであることが周囲にバレないようにするために眼鏡とカツラを使用している。厄介な女性に好かれやすい。
御形 克己（ごぎょう かつみ）
声：井上和彦
美堂の相方で人気アイドルユニット「ダーウィン」の片割れの青年。19歳。大人な性格で、亜未と美堂の恋の行方を暖かく見守っている。

### 亜未とダーウィンの関係者
陵 洋二（みささぎ ようじ）
亜未の父。テレビドラマの演出家をしている。過保護なあまり、最初は亜未の芸能界入りを反対していたが、娘が芸能界入りに本気であることを理解し、応援するようになる。自己犠牲精神が強く、自分が傷ついても相手のことばかり心配している。実は晶子とは同じ高校の同級生で、交際していた過去を持つ。
広井（ひろい）
声 - 辻谷耕史
ダーウィンのマネージャーを務める、眼鏡をかけた男性。美堂と克己をスカウトした張本人。また、陵亜未の可能性を見出し、アイドルとしてスカウトするなど、人を見る目は確か。実は亜未と美堂の仲をよく思っていない人間の一人。
田中（たなか）
ダーウィンの所属するKIDSプロダクションの社長を務める中年の男性。亜未に秘められたアイドル性を感じて、デビュー前からCFの仕事に起用するなど、先見の明がある。決断力と行動力にも長けている。
高橋（たかはし）
声 - 飛田展男
亜未のマネージャーを務める若い男性。亜未の仕事のスケジュール管理をはじめ、彼女が気持ちよく仕事できるように日々必死にサポートしている。いつもなにかと騒動を巻き起こす亜未に翻弄されている苦労人で、彼女と美堂の仲を壊そうとしている。
水神 晶子（みずかみ あきこ）
美堂の母親。物語開始時点で既に故人。洋二とは同じ高校の同級生で、卒業後にスカウトされて芸能界入りするも、彼との付き合いを事務所から反対されたため別れたという過去がある。それが原因で傷つき、芸能界から引退。後に結婚をして望を授かった。その後夫に交通事故で先立たれ、望を連れてイギリスに渡ったが病死した。

### 亜未・美堂のライバルとその関係者
裕木 翼（ゆうき よく）
アイドルグループ・KEEPのメンバー。15歳。得意のスケボーに乗りながら歌うのが特徴で、バンダナがトレードマーク。亜未のことが好きで、彼女に会うためにアイドルになった。亜未を見つけては何かとくっ付きたがる。
近江 卓哉（おうみ たくや）
KEEPのもう一人のメンバーで翼の相方。18歳。背が高く、大人びている。13歳の頃からレッド企画に入り、レッスンを積んできた実力派ボーカリスト。
牧 瑞穂（まき みずほ）
声 - 河村万梨阿
歌が非常に上手く、色っぽく綺麗な脚を持つ新人アイドルの少女。かつて自身のデビューをKIDSプロダクションの圧力により潰されたことがあり、亜未を逆恨みして何かと嫌がらせをしている。のちに亜未の実力を認めてからは、態度を改め、彼女と良好な関係を築く。
天野 弘輝（あまの ひろき）
バンドのボーカルをしている少年で、定評がある歌唱力を持つ。ダーウィンと亜未が行うジョイントコンサートのバックバンドとして、望にスカウトされた。喧嘩っ早い性格でアイドルを見下した態度をとるが、相手が確かな実力を持っているとわかると素直に認める。亜未のことを美堂から奪おうとしているうちに、本気で好きになってしまう。
瀬能 美歩（せのう みほ）
美堂のイギリス時代の元彼女。芸能活動をしており、話題を作って注目されようと、美堂と一緒にいるところをわざと週刊誌に撮らせた。美堂に対してまだ未練があり、彼と仲の良い亜未との仲を引き裂こうとしている。
阿木 涼一（あぎ りょういち）
声 - 子安武人
カトレアダイアモンドの御曹司。亜未のことが好きで、彼女を追いかけて同じ高校にまで転校してきた。高額なプレゼントを贈ったり、ホテルのスイートルームに誘ったりと、親の金を使って亜未を誘惑しようとする。実は広井や高橋に依頼され、亜未と望を引き裂こうとしている。
林田 雅俊（はやしだ まさとし）
亜未の幼稚園の時の幼馴染。亜未が修学旅行で四国を訪れた時に、7年ぶりに再会した。幼稚園の頃、ビニールプールに入っていた時に、亜未が水着を脱いで全裸を見せてしまった相手でもある。お調子者な性格で、相方の寿史とともにお笑い芸人になることを夢見ている。実はずる賢いところがあり、デビューのためには手段を選ばず、亜未を利用しようとする。
小山田 寿史（おやまだ ひさし）
雅俊の同級生で相方。小柄で可愛らしく女の子に間違われるが、雅俊とともに、将来お笑い芸人になることを夢見ている。望のことが好き。実は良識的で、雅俊が亜未を利用しようとしていることを快く思っていない。
奥田 もも（おくだ もも）
声 - 矢島晶子
現役高校生作家の少女。望を非常に推しているため彼をモデルにした作品を執筆しており、ベストセラーにもなっている。美堂と仲のいい亜未のことをライバル視し、自分自身も歌って踊れるアイドルになりたいと願っている。亜未を陥れようと様々な策略をめぐらせるも結局は失敗。最後は内希と一緒になった。
田島 内希（たじま ないき）
ももの従兄弟で、彼女のことを誰よりも大切に思っている。敬愛するももの頼みを断り切れず、亜未と望の間を引き裂く手伝いをする。その後も彼女の隣にいつでも寄り添って支え続ける。
三貴 芹夏（みき せりか）
美堂のイギリス時代のお隣さん。幼少期から聖歌隊に入っており、歌の上手さには定評がある。ロンドンでスカウトされ、日本で芸能界デビューする。打算的で狡猾であり、片思い相手の美堂を自分のものにするため彼と仲の良い亜未との仲を引き裂こうとする。
三貴 淳士（みき あつし)
芹夏の双子の弟で、姉と共鳴し合う声の持ち主。彼女とともにロンドンでスカウトされ、日本で芸能界デビューする。

### その他
平子 渡（ひらこ わたる）
亜未のマンションの隣の家に住む少年。ヌード専門のカメラマンを生業としている。子供の頃から写真展などで数々の賞を取り、史上最年少の16歳でプロへの登竜門である二季展で優勝したという経を持つ。亜未のヌード写真集を撮りたいと思っている。
スティーブ・ダルトン
イギリスの有名な芸能プロダクションでプロデューサーを務める人物。望がイギリスに住んでいた頃から面識がある。彼らダーウィンの才能を高く評価しており、イギリスで自分が売り出せば全英チャート1位も夢ではないと考えている。

## 用語
ダーウィン
美堂と克己で構成される、男性ボーカル2人組のトップアイドルグループ。自分たちで曲も詞も作るシンガーソングライター。CDの売り上げはいつもトップで、オリコンチャート1位の常連。
KEEP（キープ）
レッド企画に所属する、所属翼と卓哉からなる2人組の新人アイドルグループ。曲調も歌い方も「ダーウィン」の真似をしている。
KIDSプロダクション（キッズプロダクション）
ダーウィンが所属する芸能プロダクション。
レッド企画（レッドきかく）
KEEPが所属する芸能プロダクション。